# Deti bojarskieje
Deti bojarskieje (Russisch: Дети боярские; "bojarenkinderen" of "junior bojaren") was een bevolkingsklasse in Moskovië en het latere Rusland van kleine feodale heersers die in militaire dienst waren van de knjazen, de bojaren of de geestelijkheid. Deze bevolkingsklasse vormde een onderdeel van de lagere klasse van de dienstlieden en bestond van de 15e tot de 17e eeuw. Deti bojarskieje waren ofwel afstammelingen van de jongere leden van de prinselijke (knjazelijke) garde ("adolescenten") of bojaren die hun positie waren kwijtgeraakt (bijvoorbeeld na de annexatie van de republiek Novgorod bij Moskovië). Over de eeuwen veranderde hun betekenis.
Van de 13e tot de 15e eeuw werden afstammelingen van gevallen prinsen op die manier aangeduid. In die tijd vormden zij de middenklasse van de Russische adel. Bij de vorming van de Russische staat door Ivan IV van Rusland traden veel van hen hiertot toe. In het paleishandboek (Dvortsovaja tetrad) van 1552 met een volledige lijst van de staatsrechtelijke rangen uit die tijd werden mensen die dienden aan het prinselijke hof aangeduid als dvorovye detie bojarskieje (hofbojarenkinderen) of dvorjani (adellijken). Ze vormden de lagere klasse binnen de dienstlieden. In het paleishandboek werd aangegeven over welke oejezden (steden) de deti bojarskieje het bestuur hadden. Uit hun rangen ontstonden veel vojevoda's, leiders, diplomaten en bestuurders. Voor bojaren was het volgens het paleishandboek verboden om zaken te verkopen aan lijfeigenen.
In de 15e en begin 16e eeuw stond de titel van deti bojarskieje hoger dan die van het deel van de bojaren dat afstamde van onvrije prinselijke knechten uit verschillende perioden. In de 16e eeuw waren de deti bojarskieje onderverdeeld in de hof- (dvor) deti bojarskieje (onderdeel van de hoogste heersende klasse) en militaire (gorodovoj) deti bojarskieje (provinciale adel). In de 16e en 17e eeuw vormden de deti bojarskieje een klasse van landeigenaren door overerving. De Russische staat gaf hen landgoederen en betaalde hen een klein salaris, waarvoor in ruil werd verwacht dat ze in tijden van oorlog in de regimenten zouden dienen, voorzien van goede wapenuitrusting, "bereden, met velen en saamhorig". Door problemen met deze ongestructureerde paardenmilities besloot de Moskouse regering tot het opzetten van op buitenlandse leest geschoeide systeem van de raznotsjinets, waartoe de armste deti bojarskieje werden geroepen. In de 17e eeuw werden voor de deti bojarskieje de rang van politie, hofleden of leden van de adellijke raad in het leven geroepen en later ook bijvoorbeeld de rangen van huurder, Moskouse adel en stolniken. Langzamerhand konden de deti bojarskieje ook de titel van Doema-adel bereiken en zelfs van bojaar. Voor de nakomelingen van de bojaren gold dat ze de titel van hun vader konden overerven en zo hogerop komen.
De deti bojarskieje verdwenen tijdens de hervormingen aan het begin van de 18e eeuw, toen de dienstlieden opgingen in de Russische adel (dvorjanstvo).